# Slowakije op het Eurovisiesongfestival 1994
In 1994 debuteerde Slowakije op het Eurovisiesongfestival 1994. Deze negenendertigste editie vond plaats in Dublin, Ierland. Normaal zou dit de tweede deelname zijn maar in 1993 raakte Slowakije niet door de Oost-Europese voorselectie.
Het land kwam met zijn eerste deelname met het duo Martin Ďurinda & Tublatanka. Zij brachten het nummer Nekonečná pieseň.

## In Dublin
Slowakije kwam als vijftiende aan de beurt net na Duitsland en voor Litouwen. De eerste deelname stelde teleur met een negentiende plaats op de vijfentwintig deelnemers.
Men behaalde 19 punten en kreeg van 1 land het maximum van de punten.
België deed niet mee in 1994 en Nederland had geen punten over voor deze inzending

### Gekregen punten

#### Finale
| 12 punten | 10 punten | 8 punten      | 7 punten | 6 punten |
| --------- | --------- | ------------- | -------- | -------- |
| - Malta   |           |               |          |          |
| 5 punten  | 4 punten  | 3 punten      | 2 punten | 1 punt   |
|           |           | - Griekenland |          |          |

### Punten gegeven door Slowakije

#### Finale
Punten gegeven in de finale:
| 12 punten | Kroatië               |
| 10 punten | Malta                 |
| 8 punten  | Bosnië en Herzegovina |
| 7 punten  | Duitsland             |
| 6 punten  | Ierland               |
| 5 punten  | Griekenland           |
| 4 punten  | Polen                 |
| 3 punten  | Verenigd Koninkrijk   |
| 2 punten  | Spanje                |
| 1 punt    | IJsland               |